# Brooke Anne Smith
Brooke Anne Smith (* 25. März 1984 in Aurora, Colorado) ist eine US-amerikanische Schauspielerin.

## Leben
Smith hat einen älteren und einen jüngeren Bruder. Sie ist Absolventin der Loyola Marymount University und machte dort ihren Bachelor of Arts in Psychologie.
2000 hatte sie ihre erste Fernsehrolle in einer Episode der Fernsehserie Eine himmlische Familie. 2001 folgte eine Besetzung im Spielfilm Max Keebles großer Plan. 2013 spielte sie in der Fernsehserie Awkward – Mein sogenanntes Leben drei Episoden die Rolle der Angelique Welch. Im gleichen Jahr war sie in dem Katastrophenfilm Destruction: Las Vegas zu sehen. Von 2016 bis 2017 spielte sie die Shelby Hayes in insgesamt 16 Episoden der Fernsehserie Too Close to Home.

## Filmografie
- 2000: Eine himmlische Familie (7th Heaven) (Fernsehserie, Episode 5x04)
- 2001: Max Keebles großer Plan (Max Keeble’s Big Move)
- 2001: Malcolm mittendrin (Malcolm in the Middle) (Fernsehserie, Episode 3x01)
- 2002: House Blend (Fernsehfilm)
- 2002–2004: What’s Up, Dad? (My Wife and Kids) (Fernsehserie, 2 Episoden)
- 2004: Für alle Fälle Amy (Judging Amy) (Fernsehserie, Episode 6x06)
- 2005: Cold Case – Kein Opfer ist je vergessen (Cold Case) (Fernsehserie, Episode 3x01)
- 2011: CSI: Vegas (Fernsehserie, Episode 11x19)
- 2012: Guy in Cape (Fernsehserie, Episode 1x01)
- 2013: Destruction: Las Vegas (Blast Vegas) (Fernsehfilm)
- 2013: Dean Slater: Resident Advisor
- 2013: Awkward – Mein sogenanntes Leben (Awkward.) (Fernsehserie, 3 Episoden)
- 2013: Cinnamon Girl (Fernsehfilm)
- 2013: Brandt Point (Fernsehfilm)
- 2014: Mischief Night
- 2015: Aquarius (Fernsehserie, Episode 1x06)
- 2015: Daddy
- 2016–2017: Too Close to Home (Fernsehserie, 16 Episoden)